# آرماندو فالکونی
آرماندو فالکونی (انگلیسی: Armando Falconi؛ ‏ ۱۰ ژوئیهٔ ۱۸۷۱ – ۱۰ سپتامبر ۱۹۵۴) هنرپیشه اهل ایتالیا بود.
از فیلم‌هایی که وی در آن نقش داشته‌است، می‌توان به دون پاسکواله، نامزد شده، روسینی و بانوی پیر اشاره کرد.